# Ruggenmerg

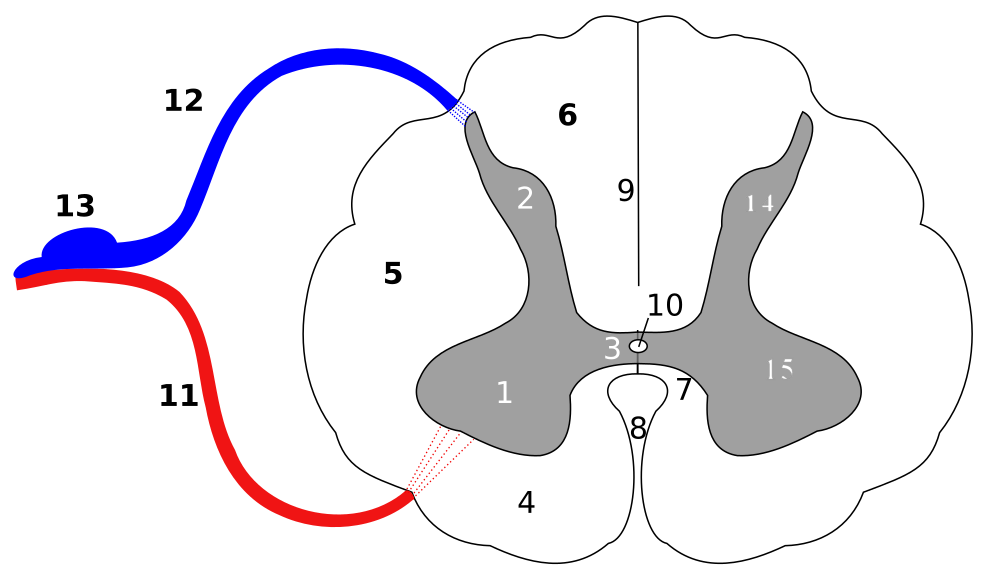
Ruggenmerg. Doorsnede van halswervel
1 voorhoorn
2 achterhoorn
3 commisura grisea
4 voorstreng
5 zijstreng
6 achterstrengen
7 commisura alba anterior
8 fissura mediana anterior
9 sulcis medianus posterior
10 centraal kanaal
11 voorste wortel
12 achterste wortel
13 ganglion spinale
14 dorsale hoorn
15 ventrale hoorn

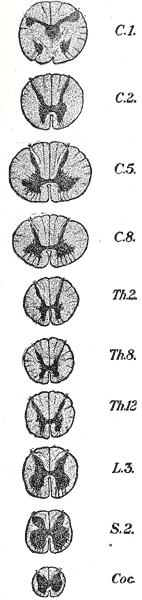
Doorsnede van het ruggenmerg op verschillende posities
C. = cervicaal
Th. = thoracaal
L. = lumbaal
S = sacraal
Coc. = coccygeaal

Het ruggenmerg of de medulla spinalis is bij gewervelde dieren het deel van het centrale zenuwstelsel, dat zich in een kanaal in de wervelkolom, namelijk het wervelkanaal, bevindt. Bij volwassenen is het ruggenmerg ongeveer 40 tot 45 cm lang met een maximale breedte van circa 14 millimeter.
Het ruggenmerg wordt tot het centrale zenuwstelsel gerekend, omdat het naast zenuwbanen ook zenuwcellen bevat die, voor de hersenen, al een deel van de signaalverwerking van de zintuigen en de uitgaande signalen naar de spieren voor hun rekening nemen. Zo lopen bijvoorbeeld de spierrekkingsreflexen zoals de kniepeesreflex over het ruggenmerg zonder tussenkomst vanuit de hersenen. Het ruggenmerg bevat 31 paar ruggenmergzenuwen (nervi spinales).
Ook is het ruggenmerg net als de hersenen omgeven door de harde en zachte hersenvliezen.
Het ruggenmerg bevindt zich in de holte die wordt gevormd door de op een lijn liggende gaten in de wervels tussen de wervellichamen en de wervelboog. De wervels worden door sterke ligamenten en spieren op hun plaats gehouden en het ruggenmerg is dus meestal zeer goed beschermd.

## Structuur
Aan de voor- en achterzijde heeft het ruggenmerg een inkeping, respectievelijk de fissura mediana anterior en de ondiepe sulcus medianus posterior. Verder is er onderscheid tussen een centraal gelegen H-vormige grijze stof en een daar rond gelegen witte stof.

### Grijze stof
In het midden van het ruggenmerg is het centrale kanaal (canalis centralis) te zien. Dit kanaal is gevuld met hersenruggenmergvloeistof (liquor cerebrospinalis). Rond dit centrale kanaal bevindt zich een vlindervormige grijze stof. De grijze stof is te onderscheiden in twee stompe voorhoornen (cornu anterius, bij dieren cornu ventrale) met daarin het motorische gedeelte (voor beweging) en twee scherpe achterhoornen (cornu posterius, bij dieren cornu dorsale) met daarin gelegen het sensorische gedeelte (voor positie-, temperatuur-, vibratie- en pijnzin). De voor- en achterhoornen zijn met elkaar verbonden door het intermediaire gedeelte. De beide vleugels worden met elkaar door een dwarsverbinding verbonden, die voor of achter de canalis centralis ligt, respectievelijk de commissura grisea anterior en de commissura grisea posterior. De grijze kleur in dit deel van het ruggenmerg komt voort uit de ongemyeliniseerde cellichamen van de neuronen.
De achterhoorn wordt traditioneel ingedeeld in drie evenredige delen. Het eerste deel aan de rugzijde (dorsaal) heet de substantia gelatinosa van Rolando. Deze structuur bestaat uit kleine cellen en bevat maar weinig gemyeliniseerde vezels. In het middelste derde deel bevindt zich de nucleus proprius, met hierin middelgrote cellen en vrij veel gemyeliniseerde vezels. Het aan de buikzijde (ventraal) van de achterhoorn gelegen derde deel heet in het Latijn nucleus thoracicus posterior of nucleus dorsalis.
De voorhoorn van de grijze stof bevat de oorsprongsplaats van de motorische vezels.

### Witte stof
Rond de grijze stof ligt een witte stof. Deze kan door de achter- en voorhoornen met hun respectievelijke binnenkomende en uittredende zenuwvezels ingedeeld worden in drie compartimenten. Deze compartimenten worden strengen of funiculi genoemd. Dit zijn de voor-, zij- en achterstreng (respectievelijk de funiculus anterior, de funiculus lateralis en de funiculus posterior). De zijstreng (= funiculus lateralis) kan nog ingedeeld worden in een funiculus dorsolateralis en een funiculus ventrolateralis.
De witte stof bestaat uit zenuwvezels die in bundels gegroepeerd liggen. De witte kleur is te wijten aan de myelineschede die rondom de axonen van de zenuwen gelegen is. Deze vezels kunnen ofwel uit de periferie stammen zowel als neuronen die synapsen vormen met ruggenmergneuronen die stijgen naar hoger gelegen hersendelen (stijgende sensibele bundels). Daarnaast kunnen de vezels in deze witte stof van hoger gelegen hersengebieden komen en naar het lichaam (dalende motorische bundels).
In de drie strengen van de witte stof bevinden zich zowel de opstijgende als de dalende vezels. De achterstreng bestaat voornamelijk uit primaire gevoelige zenuwvezels. De voorstreng en de zijstreng bevatten geen primaire gevoelige zenuwvezels, maar enkel vezels die ontspringen in de hersenen en dalen, of vezels die in het ruggenmerg ontspringen en stijgen.

#### Stijgende gevoelige banen
Deze stijgende bundels ondergaan een kruising zodanig dat informatie van de linkerlichaamshelft terechtkomt in de rechterhersenhelft en vice versa. Uiteindelijk komen deze impulsen terecht in de sensibele kernen van de hersenschors. Te onderscheiden zijn de:
- Exteroceptieve bundels: de tractus spinothalamicus lateralis en de tractus spinothalamicus anterior (of ventralis) staan respectievelijk in voor pijn- en temperatuurzin, en druk en grove tastzin van romp en ledematen. Bij intrede in het ruggenmerg wordt de synaps gevormd met een volgend neuron. Dit tweede neuron kruist de middenlijn van het ruggenmerg op ongeveer dezelfde hoogte als de binnenkomst van het intredend neuron.

Bij pijn en temperatuurzin komt het sensibel neuron met zijn cellichaam gelegen in de dorsale root gangli binnen via de radix dorsalis of achterste wortel, hij loop dan tot in de dorsale hoorn (net voordat hij de dorsale hoorn binnendringt geeft het neuron vertakkingen naar zowel segmenten hoger gelegen als lager gelegen, dit heet de fasciculus dorsolateralis van Lissauer) van de grijze stof waar hij synapteert met het twee-ordeneuron en een internunciaal neuron (verzorgt pijnreflex: naar ventrale hoorn, synaps motoneuron, ventrale wortel, spier). Dit 2 orde neuron kruist contralateraal en stijgt op via de columna lateralis van de witte stof als tractus spinothalamicus lateralis, hij loopt dan via het he interna naar de thalamus (nucleus ventralis posterolateralis) waar hij synapteert met het derde-ordeneuron dat eindigt in de primaire somatosensibele schors (areae 3, 2, 1), gedeeltelijk op de gyrus postcentralis.
Bij druk en grove tast komt het sensibele neuron ook binnen via de radix dorsalis en geeft het zoals hierboven ipsilaterale aftakkingen dit tot 1à segmenten in de dorsale kolom van de witte stof kunnen stijgen om dan op hun beurt de dorsale hoorn van de grijze stof binnen te dringen. Eens aangekomen in de dorsale hoorn van de grijze stof maakt het sensiebel neuron (weeral met zijn cellichaam gelegen in het dorsale root ganglion) synaps met een 2e orde neuron dat contralateraal kruist en via de columna ventralis (of anterior) opstijgt, dit vormt de tractus spinothalamicus ventralis (of anterior). Deze tractus loopt via de capsula interna naar de nucleus ventralis posterolateralis van de thalamus waar hij synapteert met het derde-ordeneuron dat zich in contact staat met de gyrus postcentralis.
- Proprioceptieve bundels: deze staan in voor de waarneming van de lichaamspositie in de driedimensionale ruimte (proprioceptie). De proprioceptoren zijn het Golgi-peeslichaam in gewrichtskapsels, pezen en spierspoeltjes in skeletspieren. De te onderscheiden bundels zijn de tractus spinocerebellaris anterior en de tractus spinocerebellaris posterior. Deze signalen worden ter hoogte van de medulla oblongata gekruist, evenals bij grove druk- en tastzin (= gnostische informatie).

#### Dalende motorische banen
- Somatomotorische banen: Hier vallen het piramidale en het extrapiramidale systeem te onderscheiden.

Het piramidale systeem bestaat uit de gebieden van de hersenschors en de zenuwbanen, die zorgen voor bewuste spierbewegingen en fijne motoriek. Deze zenuwbanen vertrekken uit de hersenschors en verenigen zich in de tractus corticospinalis. Het grootste gedeelte van deze zenuwvezels van dit systeem kruisen in het verlengde merg. De uiteinden van de zenuwuitlopers zijn verbonden met motorische zenuwen in het ruggenmerg.
Het extrapiramidale systeem bestaat uit kernen in de grote hersenen, kleine hersenen en hersenstam. De vezels die van deze kernen wegvoeren lopen naast de piramidebaan. Dit systeem is onbewust en speelt in op skeletspierbewegingen door lage motorische neuronen te activeren of inhiberen. Door deze beïnvloeding zorgt het extrapiramidale systeem voor het behoud van spierspanning en het soepel en coherent verloop van de werking van verscheidene spiergroepen.
- Visceromotorische banen

## Reflexbogen
Via de achterwortels komt sensibele informatie binnen van het lichaam en de organen. Deze binnenkomende signalen worden in het ruggenmerg doorgegeven aan motorische neuronen (zowel somato- als visceromotorische neuronen). Deze overdracht van sensibele informatie naar een motorisch neuron kan zowel direct (monosynaptisch) als indirect (polysynaptisch) gebeuren met één of meer interneuronen. Een dergelijke lus zorgt voor een reflex; dit is een onwillekeurige, typische reactie op een sensibele impuls.
Binnenkomende signalen via de achterwortels omvat:
- proprioceptie: de positiezin van belendende lichaamsdelen. Proprioceptie verschaft het individu informatie over het eigen lichaam, zoals de stand, beweging en tonus van de ledematen, gewrichten en pezen, het gevoel van "zwaarte" in sommige lichaamsdelen, en vermoeidheid of alertheid van de spieren. Deze informatie komt uit Golgi-peeslichamen, gewrichtskapsels en spierspoeltjes;
- exteroceptie: de waarneming van prikkels buiten het lichaam (bv. temperatuur en druk) en geschiedt door middel van huidreceptoren;
- interoceptie: de informatie verkregen van de ingewanden.

## Letsels van het ruggenmerg
De belangrijkste letsels van het ruggenmerg ontstaan bij verkeersongevallen, waarbij een aanzienlijk geweld op de wervelkolom inwerkt, en bijvoorbeeld ook bij duiken in onverwacht ondiep water. De gevolgen van een dergelijk ongeval zijn meestal zeer ernstig, aangezien een beschadigd ruggenmerg niet of nauwelijks geneest: meestal zal de patiënt onder het niveau waar hij of zij gewond geraakt is, blijvend verlamd zijn. Is deze zgn. dwarslaesie op een hoog niveau (hoog in de nek) ontstaan, dan is ook ademen niet meer mogelijk en zal de patiënt meestal op korte termijn overlijden. Bij een gerechtelijke executie door ophanging met een val aan de strop is de onderbreking van het ruggenmerg op hoog niveau (hangman's fracture) ook mede de doodsoorzaak.

## Onderzoek
- Caudografie
- Myelografie

## Websites
- Dwarslaesie Info - Beschadiging van het Ruggenmerg